# Wolkoff
 (novembre 2023).
Si vous disposez d'ouvrages ou d'articles de référence ou si vous connaissez des sites web de qualité traitant du thème abordé ici, merci de compléter l'article en donnant les références utiles à sa vérifiabilité et en les liant à la section « Notes et références ».
Wolkoff ( russe : Во́лков ; hébreu : וולקוב ), est un patronyme russe et ashkénaze. Un variant plus courant est Volkov. Quelques personnes notables portant ce patronyme comprennent :
- Alexander Wolkoff (1844-1928, signé A. N. Roussoff ), peintre et botaniste russe ; voir aussi Palais Barbaro Wolkoff
- Anna Wolkoff (1902-1973), administratrice britannique d'origine russe
- Norma Lerner (née en 1935/36 sous le nom de Norma Wolkoff), milliardaire américaine
- Stephanie Winston Wolkoff, dirigeante américaine de mode et de divertissement, conseillère principale de Melania Trump

## Sources
1. ↑  « Origines du patronyme 'Wolkoff' », sur AncestryDNA (consulté le 19 novembre 2023)